# 이병진 (1964년)
이병진(李炳鎭, 1964년 12월 8일~)은 대한민국의 정치인이다. 제22대 국회의원(평택시을)이다.

## 학력
- 평택 계성국민학교 졸업
- 평택 청담중학교 졸업
- 평택고등학교 졸업
- 한국외국어대학교 동양어대학 중국어과 학사
- 한국외국어대학교 대학원 정치학 석사
- 중국 베이징대학교 대학원 법학 박사

## 경력
- 평택대학교 중국학과 교수
- 새천년민주당 경기도 지부 평택시 을 지구당위원장
- 한국외국어대학교 강사
- 세종대학교 강사
- 한국외국어대학교 중국연구소 연구위원
- 민주당 정세균 당대표 특보
- 한국외국어대학교 대학원 총학생회장
- 청소년지도연구원 경기도지부 지부장
- 중국유학박사협회 부회장
- 북경대학교 한국 총동문회 수석부회장
- 동삭초등학교 운영관리위원회 위원장
- 경기도평택교육지원청 다사리교육 명예교사
- 2012년: 제19대 국회의원 선거 경기 평택시 을 민주통합당 국회의원 예비후보
- 2012년 11월~2012년 12월: 제18대 대통령 선거 민주통합당 문재인 대통령 후보  중앙선거대책위원회 조직위원회 상생분과위원장
- 2016년: 제20대 국회의원 선거 경기 평택시 을 국민의당 국회의원 예비후보
- 2021년 9월~2022년 3월: 제20대 대통령 선거 더불어민주당 이재명 대통령 후보 경선대책위원회의 자치분권본부 부본부장
- 2022년 1월~2022년 3월 제20대 대통령 선거 더불어민주당 이재명 대통령 후보 대한민국 대전환 선거대책위원회 유능한자치분권혁신위원회 부위원장
- 2023년 4월~: 사단법인 녹색환경보전협회 자문위원, 한국외국어대학교 중국연구소 연구위원
- 2024년 3월~: 평택고등학교 총동문회 상임이사
- 2024년 3월~2024년 6월: 더불어민주당 이재명 당대표 외교안보특보
- 2024년 4월 10일: 대한민국 제22대 국회의원 선거 당선(경기 평택시 을, 더불어민주당, 초선)[2][3]
- 2024년 5월~: 더불어민주당 경기도당 평택시 을 지역위원회 위원장
- 2025년 7월~: 더불어민주당 3대특검종합대응특별위원회 3대특검제보센터, 공익제보자보호센터 위원

### 의정 활동
- 2024년 5월 30일~: 제22대 국회의원(경기 평택시 을, 더불어민주당, 초선)[2][3]
  - 2024년 6월~: 제22대 국회 전반기 농림축산식품해양수산위원회 위원
  - 2025년 3월~: 제22대 국회 2025 아시아태평양경제협력체(APEC) 정상회의 지원 특별위원회 위원
  - 2025년 6월~: 제22대 국회 전반기 예산결산특별위원회 위원

## 역대 선거 결과
|  | 5.38% |

|  | 16.30% |

|  | 54.23% |

## 소속 정당
| 소속 정당 | 소속 정당      | 소속 기간 | 비고      |
| --------- | -------------- | --------- | --------- |
|           | 새천년민주당   | 2003~2005 | 정계 입문 |
|           | 민주당         | 2005~2007 | 당명 변경 |
|           | 중도통합민주당 | 2007      | 합당      |
|           | 무소속         | 2007      | 탈당      |
|           | 대통합민주신당 | 2007~2008 | 창당      |
|           | 통합민주당     | 2008      | 합당      |
|           | 민주당         | 2008~2010 | 당명 변경 |
|           | 무소속         | 2010      | 탈당      |
|           | 민주당         | 2010~2011 | 복당      |
|           | 민주통합당     | 2011~2013 | 합당      |
|           | 민주당         | 2013~2014 | 당명 변경 |
|           | 새정치민주연합 | 2014~2015 | 합당      |
|           | 더불어민주당   | 2015~2016 | 당명 변경 |
|           | 무소속         | 2016      | 탈당      |
|           | 국민의당       | 2016~2018 | 창당      |
|           | 무소속         | 2018      | 탈당      |
|           | 더불어민주당   | 2018~현재 | 복당      |

## 같이 보기
- 평택시 을
- 평택시의 국회의원